# Seznam indijskih atletov
Seznam indijskih atletov.

## G
- Anju George

## L
- Govindan Lakshmanan

## S
- Davinder Singh
- Milkha Singh